# Palacio de Cernuda
El palacio de Cernuda está situado en el concejo asturiano de Cabrales, en la parroquia de Poo.

## Descripción
Construido en el siglo XVII, se compone de casa, capilla y muro circundante. La casa es de planta rectangular y dos pisos, su fachada principal se divide en dos partes diferentes. La primera, con un corte más palaciego, con puerta y dos saeteras una a cada lado, en el piso primero tres balcones y sobre el central el escudo de armas de la familia Cernuda. La segunda parte es más sencilla, en la planta baja, tiene una entrada secundaria y con dos ventanas irregulares, en el primer piso una galería formada por columnas de piedra. El resto de las fachadas no tienen mayor interés. Este conjunto es Monumento Histórico Artístico.

## Galería

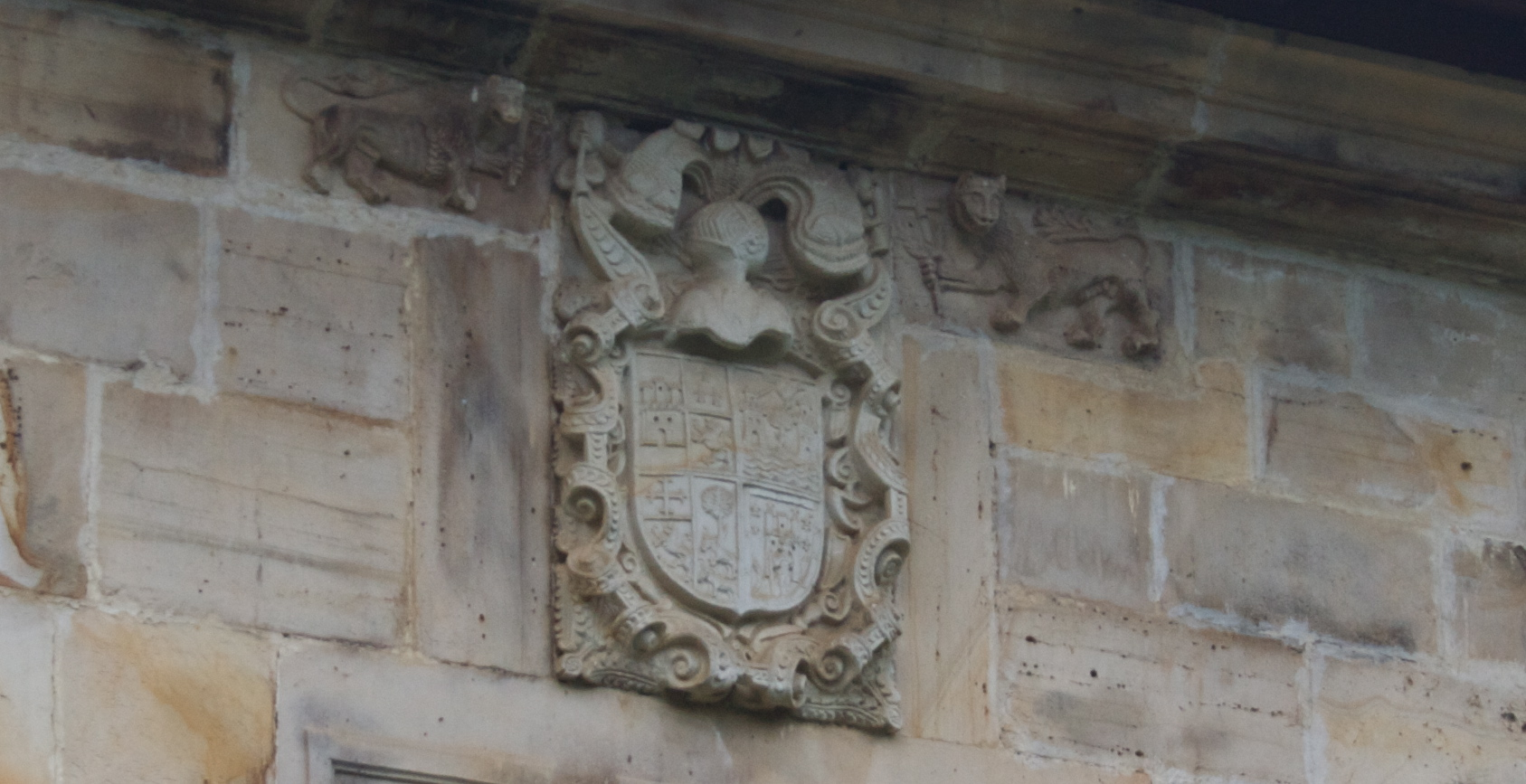
Escudo nobiliario.
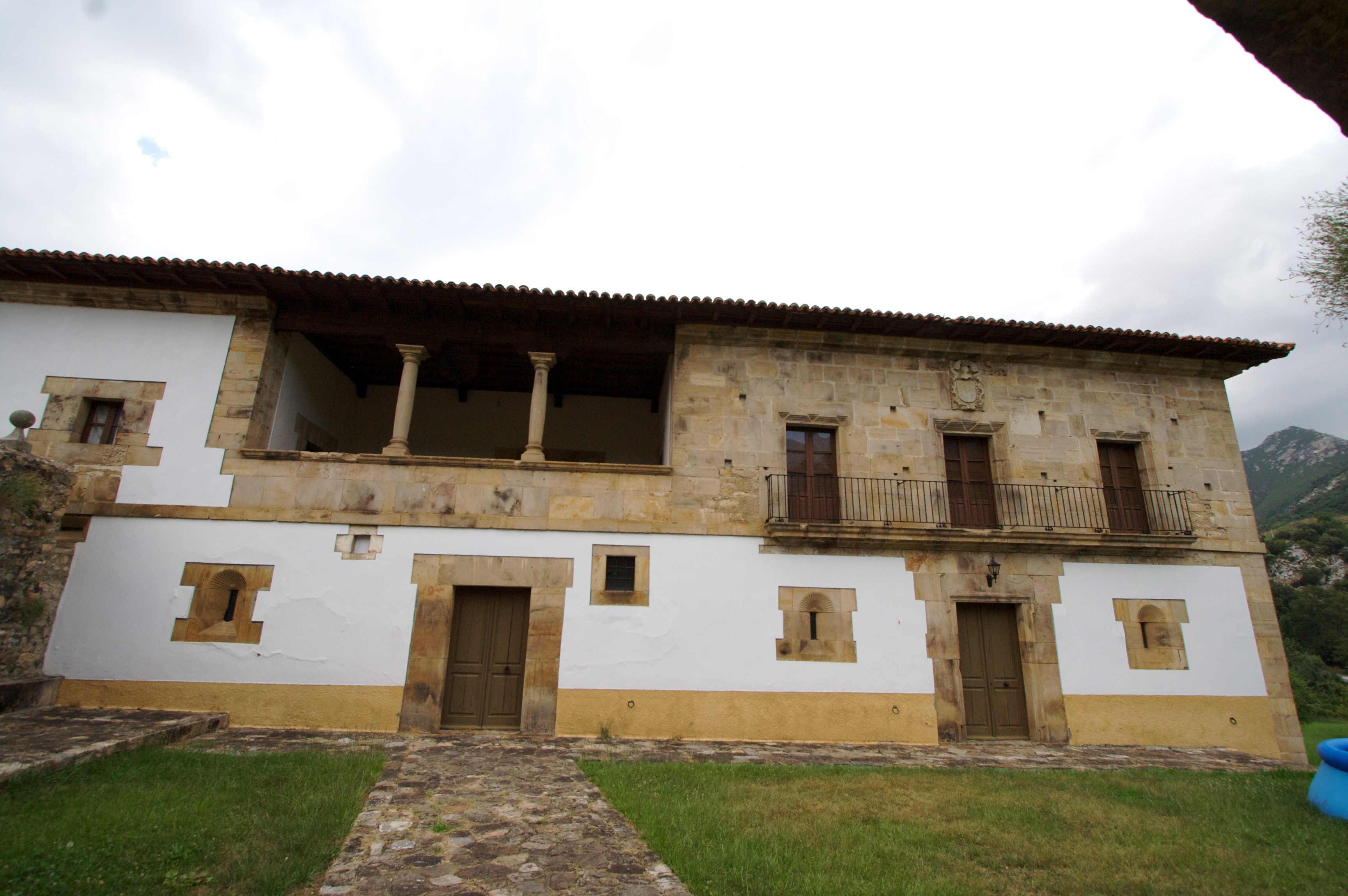
Frontal de la casa.
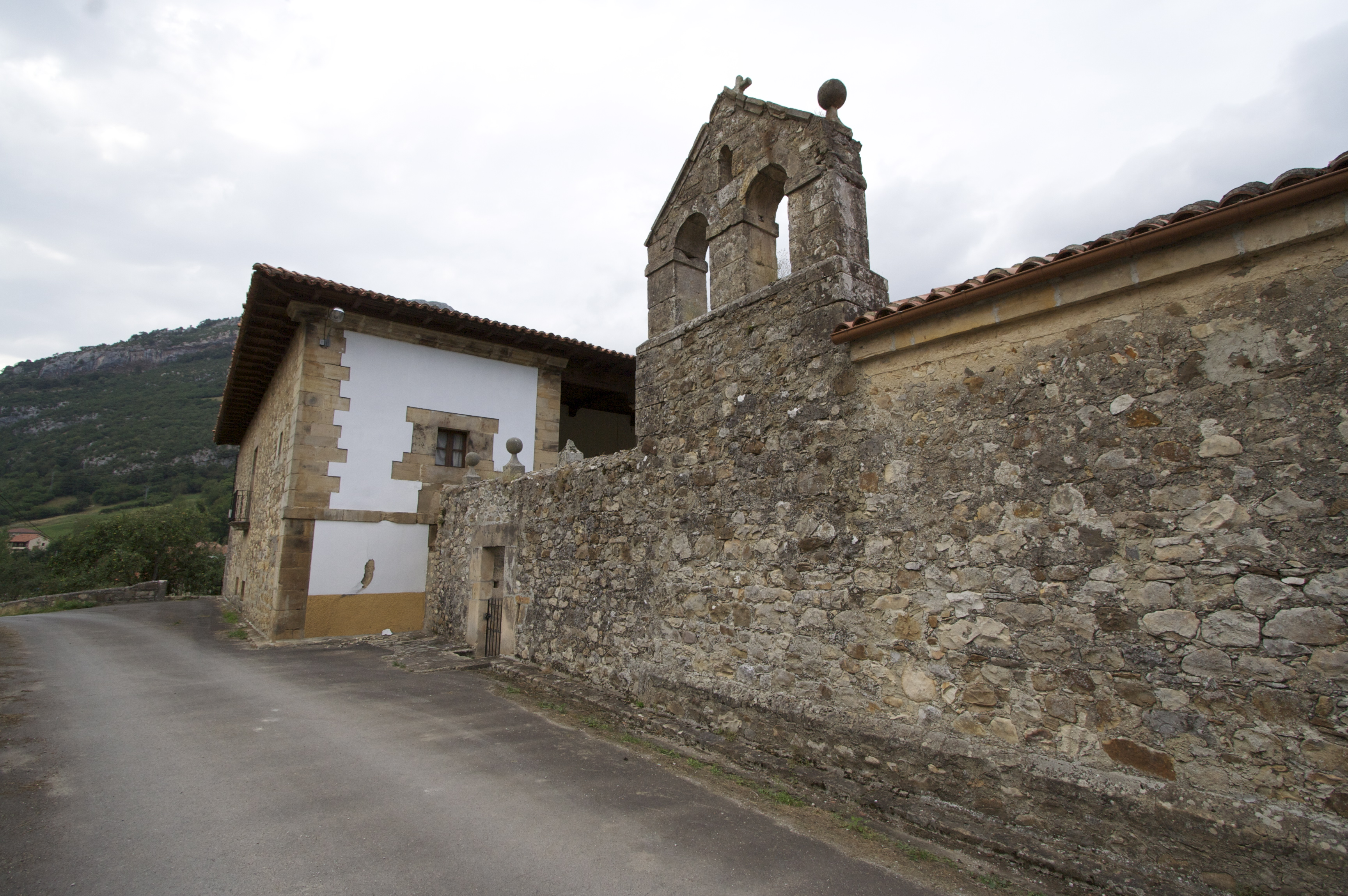
Lateral de la casa y espadaña de la capilla.